# موريس وينغيت
موريس وينغيت (بالإنجليزية: Maurice Wingate)‏ هو لاعب كرة قدم أسترالية أسترالي، ولد في 19 أكتوبر 1957.

## وصلات خارجية
- موريس وينغيت على موقع AustralianFootball.com (الإنجليزية)
- موريس وينغيت على موقع AFLtables.com (الإنجليزية)